# Première Symphonie de Thierry Escaich
La Première Symphonie « Kyrie d'une messe imaginaire » est une œuvre orchestrale de Thierry Escaich composée en 1992. Elle est créée le 27 novembre 1992 à Paris par l'Orchestre du Conservatoire dirigé par Jean-Sébastien Béreau. L'œuvre en quatre mouvements et d'un seul tenant est constituée de variations sur une mélodie d'inspiration grégorienne.

## Structure
1. Antienne 1 - verset 1, allegro con fuoco
2. Antienne 2 - verset 2, adagio ma non troppo
3. Antienne 3 - verset 3, vivace molto
4. Antienne 4 - verset 4, adagio

- Durée dexécution: 22 minutes

## Instrumentation
- Deux flûtes, deux hautbois, deux clarinettes, deux bassons, quatre cors, deux trompettes, deux trombones, percussions, une harpe, cordes.

## Discographie
- Concerto pour orgue, Première symphonie, Fantaisie concertante pour piano et orchestre, avec Olivier Latry (orgue), Claire-Marie Le Guay (piano) avec l'Orchestre philharmonique de Liège sous la direction de Pascal Rophé, Accord/Universal.

## Source
- Thierry Escaich une génération très prometteuse de compositeurs français sur www.resmusica.com